# Psychopunch
Psychopunch är ett svenskt punkrockband, bildat i Västerås 1998. Gruppen gav till en början utskivor på White Jazz Records, men bytte senare till Silverdust Records.
Albumdebuten skedde med 1999 års We Are Just as Welcome as Holy Water in Satan's Drink, följd av Bursting Out of Chuckys Town (2000), Original Scandinavian Superdudes (2001) och The Pleasure Kill (2002). Samma år utgavs också en split-EP med The Dirters och året efter singeln Long Way Down samt två split-EP, en med Hollywood Hate och en med TV Men.
Från och med 2004 års Smashed on Arrival kom bandet att ge ut sina album på Silverdust Records. Samma år utgavs två split-EP: Psychopunch/Windfall och Psychopunch/Boozed. 2005 utkom singeln The Gun Cries Justice, följd av albumet Kamikaze Love Reducer (2006) och split-EP:n V8Wankers/Psychopunch (2006).
Bandets fortsatte att ge ut skivor i rask takt och 2007 utkom singeln Overrated, följd av EP-skivan Funhouse Blues & Six Sick Sexy Covers (2008). 2009 utkom albumet Death by Misadventure, följt av The Last Goodbye året efter.
2012 släpptes en split vinyl 10" med Franska bandet Highlight Enemies. 2013 släpptes albumet Smakk Valley, det första på nya skivbolaget SPV / Steamhammer.

## Medlemmar
Nuvarande medlemmar
- JM – sång, gitarr (1998–idag)
- Jocke – trummor (2008–idag)
- Walle – basgitarr (2013–idag)
- Magnus Henriksson – sologitarr (2015–idag)

Tidigare medlemmar
- Johan (Hojan) – trummor (1998–2000)
- Mumbles – basgitarr (1998–2009)
- Joey – gitarr (1998–2013)
- Peppe – trummor (2000–2008)
- Lindell – gitarr (2009–2015)

## Diskografi
Studioalbum
- 1999 – We Are Just as Welcome as Holy Water in Satan's Drink
- 2000 – Bursting Out of Chuckys Town
- 2001 – Original Scandinavian Superdudes
- 2002 – The Pleasure Kill
- 2004 – Smashed on Arrival
- 2006 – Kamikaze Love Reducer
- 2008 – Moonlight City
- 2009 – Death by Misadventure
- 2010 – The Last Goodbye
- 2013 –  Smakk Valley
- 2015 – Sweet Baby Octane
- 2019 - Greetings From Suckerville

EP
- 2008 – Funhouse Blues And Six Sick Sexy Covers

Singlar
- 2003 – "Long Way Down" / "Moonlight City"
- 2005 – "The Gun Cries Justice" / "Complete Control"
- 2007 – "Overrated" / "Mediocre Medicine"
- 2009 – "Another Feeling"

Annat
- 2002 – The Dirters / Psychopunch (delad EP)
- 2003 – Psychopunch / Hollywood Hate (delad EP)
- 2003 – Psychopunch & TV Men (delad EP)
- 2004 – Psychopunch / Windfall (delad EP)
- 2004 – Psychopunch / Boozed (delad EP)
- 2006 – V8 Wankers vs. Psychopunch (delad EP)
- 2014 – 30 Years Spv Compilation (delad EP: Supersuckers / Psychopunch)